# Hammer of Gods
Hammer of Gods är debutalbumet till det amerikanska death metal/black metal-bandet Angelcorpse, utgivet 1996 av skivbolaget Osmose Productions.

## Låtlista
1. "Consecration" – 5:15
2. "Envenomed" – 4:59
3. "When Abyss Winds Return" – 2:37
4. "Lord of the Funeral Pyre" – 4:11
5. "Black Solstice" – 3:52
6. "The Scapegoat" – 3:52
7. "Soulflayer" – 3:48
8. "Perversion Enthroned" – 4:26
9. "Sodomy Curse" – 5:08

## Medverkande
Musiker (Angelcorpse-medlemmar)
- Pete Helmkamp – sång, basgitarr
- Gene Palubicki – gitarr
- John Longstreth – trummor

Produktion
- Angelcorpse – producent
- Ken Paulakovich – producent, ljudtekniker, ljudmix, mastering
- Jim Morris – remastering